# Acordo de Paz de Abidjã
O Acordo de Paz de Abidjã foi um tratado assinado em Abidjã, Costa do Marfim, em 30 de novembro de 1996, para tentar pôr fim à Guerra Civil da Serra Leoa (1991-2002). Os dois principais signatários foram o presidente  da Serra Leoa Ahmad Tejan Kabbah e Foday Sankoh, líder do grupo rebelde Frente Revolucionária Unida (RUF). No entanto, Sankoh recusou-se a honrar os termos do acordo, e Kabbah foi forçado ao exílio por um golpe militar em maio de 1997 (embora tenha recuperado o poder no ano seguinte), de modo que o acordo não conseguiu promover a paz.

## Antecedentes
A guerra civil teve inicio em 23 de março de 1991, quando a Frente Revolucionária Unida tentou depor o governo do presidente Joseph Saidu Momoh. Pelo golpe militar de 1992 o capitão Valentine Strasser, de apenas 25 anos, tomou o poder, mas os combates continuaram. O próprio Strasser seria deposto por Julius Maada Bio em 1996. As negociações de paz foram realizadas de forma intermitente durante as mudanças de regime.
Em 25 de fevereiro de 1996, as delegações de ambos os lados, juntamente com o Enviado Especial das Nações Unidas Berhanu Dinka e representantes da Organização da Unidade Africana e da Commonwealth, se encontraram em Abidjã por quatro dias. De 25 a 26 de março, Bio e Sankoh encontraram-se pessoalmente para as negociações em Yamoussoukro, Costa do Marfim, sob os auspícios do presidente do país, Henri Konan Bédié. Dias depois, Ahmad Tejan Kabbah foi eleito presidente da Serra Leoa. Kabba e Sankoh se encontraram em 22 a 23 de abril em Yamoussoukro e concordaram com um cessar-fogo. Continuaram as conversas, embora ambos os lados acusem o outro de violar o cessar-fogo. Em outubro ou novembro, Kabba novamente se encontrou com Sankoh, desta vez em Abidjã. Finalmente, em 22 de novembro, o Acordo de Paz de Abidjã foi assinado, com o governo tendo feito concessões e a Frente Revolucionária Unida sofrendo graves derrotas militares.

## Objetivos
O acordo tinha vários objetivos, sendo os principais:
- O conflito armado entre os dois principais signatários deveria terminar com "com efeito imediato".
- Uma Comissão Nacional para a Consolidação da Paz deveria ser estabelecida dentro de duas semanas após a assinatura.
- Um Grupo de Monitoramento Neutro consistiria em monitores provenientes da "comunidade internacional".
- Todos os combatentes da Frente Revolucionária Unida se desarmariam e uma anistia seria concedida a eles.
- Seriam feitos esforços para reintegrar os rebeldes da Frente Revolucionária Unida na sociedade.
- Os contratados pelo governo da Executive Outcomes e outras tropas estrangeiras deixariam o país após o estabelecimento do grupo de monitoramento.

## Signatários
- Alhaji Dr. Ahmad Tejan Kabbah, Presidente da República da Serra Leoa
- Foday Saybana Sankoh, líder da Frente Revolucionária Unida
- Henri Konan Bédié, presidente da República da Costa do Marfim
- Berhanu Dinka, Enviado Especial do Secretário-Geral das Nações Unidas para Serra Leoa
- Adwoa Coleman, representante da Organização da Unidade Africana
- Moses Anafu, representante da Commonwealth Organization[1]

## Resultados
A Comissão Nacional para a Consolidação da Paz foi criada, mas fez pouco ou nada. O Grupo de Monitoramento Neutro deveria totalizar 700, mas a Frente Revolucionária Unida se opôs, propondo que consistisse em apenas 120 monitores, e o acordo não pôde ser alcançado. Então os porta-vozes e apoiantes da Frente Revolucionária Unida da Comissão para a Consolidação da Paz, Fayia Musa, Ibrahim Deen-Jalloh e Philip Palmer, tentaram derrubar Sankoh como líder da Frente Revolucionária Unida  depois que Sankoh foi preso na Nigéria. Os três foram capturados pelas forças da Frente Revolucionária Unida, e Sankoh consolidou o poder no grupo rebelde. Um golpe militar em 25 de maio de 1997 por Johnny Paul Koroma, líder do recém-formado Conselho Revolucionário das Forças Armadas, resultaria numa aliança com a Frente Revolucionária Unida. Isso seria certamente a sentença de morte para qualquer esperança de paz decorrente do Acordo de Abidjã.[carece de fontes?]